# ツール・ド・フランス1921
ツール・ド・フランス1921は、ツール・ド・フランスとしては15回目の大会。1921年6月26日から7月24日まで、全15ステージ、全行程5484kmで行われた。

## 総合成績
| 順位 | 選手名                     | 国籍     | 時間            |
| ---- | -------------------------- | -------- | --------------- |
| 1    | レオン・シウール           | ベルギー | 221時間50分26秒 |
| 2    | エクトール・ウースガン     | ベルギー | +18分36秒       |
| 3    | オノーレ・バルテレミ       | フランス | +2時間01分00秒  |
| 4    | ルイジ・ルコッティ         | イタリア | +2時間39分18秒  |
| 5    | エクトール・ティベルジアン | ベルギー | +4時間39分12秒  |
| 6    | ヴィクトール・レナールス   | ベルギー | +4時間53分23秒  |
| 7    | レオン・デポンタン         | ベルギー | +5時間01分54秒  |
| 8    | カミル・ルロイ             | フランス | +7時間56分27秒  |
| 9    | フィルマン・ランボー       | ベルギー | +8時間26分25秒  |
| 10   | フェリックス・ゴエタル     | フランス | +8時間42分26秒  |

### マイヨ・ジョーヌ保持者
| 選手名           | 国籍     | 首位区間 |
| ---------------- | -------- | -------- |
| ルイ・モティア   | ベルギー | 第1      |
| レオン・シウール | ベルギー | 第2-最終 |